# 伊東大介
伊東 大介（いとう だいすけ、1988年11月29日 - ）は、日本の男性声優。岐阜県出身。
以前はホーリーピーク、ケッケコーポレーションに所属していた。

## 出演作品

### テレビアニメ
2008年
- 伯爵と妖精（団員A）

2009年
- 東京マグニチュード8.0
- 夢色パティシエール（小早川）

2010年
- 薄桜鬼 碧血録（羅刹）

### 劇場アニメ
2000年
- 人狼 JIN-ROH

### ゲーム
2010年
- うたの☆プリンスさまっ♪

2011年
- テイルズランド（ラフキャラクター）